# Melody (cantora japonesa)
Melody Miyuki Ishikawa (石川 美由紀 メロディ) (nascida em 24 de fevereiro de 1982), mais conhecida pelo nome artístico estilizado como melody., é uma cantora pop e apresentadora de televisão nipo-americana. Ela estreou em fevereiro de 2003 com a canção "Dreamin' Away", pela Toy's Factory. Em outubro de 2008, Melody anunciou em seu blog que terminaria sua carreira como artista musical e seguiria carreira como desenhista de moda, sua ocupação atual.

## Biografia
Melody nasceu como a mais velha de quatro filhas, em Honolulu, Havaí. A irmã mais nova de Melody, Christine (também conhecida como KURIS) também atua na indústria musical no Japão. Melody formou-se na Punahou School em 2000. Com 19 anos de idade, mudou-se para o Japão para seguir a carreira de cantora.
Seu cover de "Over The Rainbow", do filme The Wizard of Oz, foi utilizado em um commercial da Mitsubishi Motors. Ela também ficou conhecida por cantar o single "Realize", que foi a canção tema para o drama Dragon Zakura, que estreou em sexto lugar nas paradas da Oricon.
O single de Melody "Lovin' U" foi usado em um comercial da Raycious em 2006. O single incluso "Our Journey", que foi a canção tema para o filme de 2006 Gen Yu Den, estrelado por Rena Tanaka, que também co-escreveu a letra da canção. Melody participou de um comercial para o Subaru Forester em 2007, no qual seu single "Finding My Road" foi usado para a promoção. Em abril de 2007, ela começou como apresentadora o programa musical em língua inglesa J-Melo na NHK World TV. Seu single, "Love Story", escrito pela sua irmã Kuris, foi utilizado no drama Kodoku no Kake - Itoshikihito Yo no verão de 2007.
Ela foi lançada como Yumi no videogame da Electronic Arts Need for Speed: Carbon. A canção "Feel the Rush", escrita pela sua irmã Kuris, também foi usada no jogo.
Seu quarto álbum Lei Aloha foi lançado em 9 de abril de 2008 and had one preceding single, "Haruka: Haruka". Em setembro de 2008 foi anunciado que Melody não seria a apresentadora do J-Melo. As cantoras japonesas May J. e Shanti ocupariam o seu lugar. Em 8 de outubro de 2008, Melody lançou sua coletânea, The Best of melody.: Timeline.

## Vida pessoal
Em 14 de março de 2009, Melody casou-se com o músico japonês Miyavi. O casal tem duas filhas: Lovelie Miyavi Ishihara (nascida em 29 de julho de 2009) e Jewelie Aoi Ishihara (nascida em 21 de outubro de 2010), e um filho chamado Skyler (nascido em 2021).

## Discografia

### Álbuns de estúdio
- 2004: Sincerely
- 2006: Be as One
- 2007: Ready to Go!
- 2008: Lei Aloha

### Coletânea
- 2008: The Best of melody.: Timeline